# پیتر گرین (داور فوتبال)
پیتر گرین (زاده ۲۹ می ۱۹۷۸) داور فوتبال اهل استرالیا است. وی از سال ۲۰۰۰ در ای-لیگ قضاوت کرده و در سال ۲۰۰۶ وارد لیست بین‌المللی فیفا شده‌است.